# Salig (skulptur)
Salig eller Autuas är Finlands tidigare president Martti Ahtisaaris gravmonument. Monumentet är designat av arkitekten Harri Pakarinen. Verket avtäcktes på Sandudds begravningsplats i Helsingfors i november 2024. Ahtisaari var Finlands tionde president.

## Monumentet
Salig är hugget i grön granit från Ylämaa, och det är 4,5 meter långt och ganska enkelt i form. Harri Pakarinen vann tävlingen som statsrådet anordnade och belönades med ett pris på 12 000 euro för sitt verk. Det fanns 171 förslag i tävlingen. Pakarinens utgångspunkt för verket var ett olivblad, som symboliserar Ahtisaaris karriär som fredsmäklare. Materialet från stenbrottet skickades till Loimaan Kivi, där verket skulpterades. Verket skulpterades nästan helt för hand av Kari Laine.

## Avtäckning
Salig avtäcktes på Marttis namnsdag den 10 november 2024, exakt ett år efter Ahtisaaris begravning. Monumentet ligger nära det nya kapellet på Sandudds begravningsplats, där även Risto Rytis, Urho Kekkonens och Mauno Koivistos gravmonument finns. Vid avtäckningsceremonin hölls musikframträdanden samt tal av statsminister Petteri Orpo och president Alexander Stubb. För musiken stod Ylioppilaskunnan Laulajat, Gardets musikkår, saxofonisten Jukka Perko och gitarristen Marzi Nyman. Även Sauli Niinistö, Tarja Halonen och Ahtisaaris änka Eeva Ahtisaari och son Marko Ahtisaari var på plats.